# Pseudoscolia tobiasi
Pseudoscolia tobiasi (лат.) — вид песочных ос рода Pseudoscolia из подсемейства Philanthinae (триба Pseudoscoliini). Встречается в Казахстане. Видовое название дано в честь крупного российского энтомолога В. И. Тобиаса.

## Распространение
Юго-восточный Казахстан.

## Описание
Мелкие осы, длина тела 7—8 мм. Тело чёрное с желтоватыми отметинами, брюшко рыжевато-бурое. Наличник с рядом из 4 зубцов на переднем крае с выемкой посередине. Отличаются следующими признаками: деталями скульптуры и окраски тела, формой вершинных члеников антенн самца и в целом более крупными размерами. Сходен с Pseudoscolia kyzylkumica, но отличается от него строением и окраской, последний членик антенн самца на конце не уплощенный, лишь немного длиннее 11-го членика (а не в 2 раза длиннее, как у P. kyzylkumica). Биология не изучена, предположительно, как и близкие виды гнездятся в земле и в качестве добычи ловят пчёл.

## Систематика
Вид был впервые описан в 2004 году казахстанским энтомологом Владимиром Казенасом (Институт зоологии и генофонда животных НАН Казахстана, Алма-Ата) по типовому материалу из Казахстана. Относится к роду Pseudoscolia из трибы Pseudoscoliini.